# Cosem Sultana
Kösem Sultana (Cosem) foi uma das mulheres mais poderosas da história do Império Otomano e uma figura importante no chamado Sultanato das Mulheres.  Através de seus filhos ela exerceu uma grande influência sobre os assuntos de estado, chegando até mesmo a assumir o posto de regente duas vezes.

## História
Não se sabe o ano de nascimento de Cosem  mas, segundo a maioria dos pesquisadores, ela teria nascido em 1589, com o nome de Anastácia, na ilha grega de Tinos. Quando seu pai morreu, Anastácia foi dada como escrava ao cã da Crimeia.  Este, ao perceber a formosura da jovem,  enviou-a como um presente ao sultão Amade I do Império Otomano, para integrar seu harém. Assim como Anastácia, o sultão Amade não passava de um adolescente. 
Dentro do harém, Anastácia foi convertida ao islamismo e recebeu o nome de Mahpeyker, que significa “face de lua”, mas posteriormente o sultão Amade a chamaria de Cosem, nome pelo qual ficou conhecida pelo resto de sua vida. Cosem significa “pastor” ou, às vezes, “cabra que leva o rebanho”, um nome que remete à liderança, e tal característica seria uma das principais dela.
Cosem tinha um bom relacionamento com o povo e o exercito, além de ser conhecida pelos seus trabalhos de caridade e libertar os seus escravos após três anos. Sua morte a fez ser conhecida como “Mãe Martirizada” e Constantinopla observou três dias de luto. Até hoje a sultana Cosem é considerada a mulher mais poderosa da história turco-otomana.